# Bataille de Hassaké (juin-juillet 2015)
Pour les articles homonymes, voir Bataille de Hassaké.
Guerre civile syrienne
Batailles
La deuxième bataille de Hassaké a lieu lors de la guerre civile syrienne. Le 23 juin 2015, l'État islamique lance une nouvelle offensive sur Hassaké. Les djihadistes pénètrent dans la ville et s'emparent de plusieurs quartiers, mais ils sont finalement pris à revers par les Kurdes des YPG et repoussés hors de la ville le 28 juillet. Les Kurdes sont les principaux vainqueurs de la bataille, puisqu'ils s'emparent de quartiers auparavant tenus par les forces loyalistes.

## Prélude

Situation à Hassaké en mai 2015, avant le début de l'offensive de l'État islamique :
Contrôlé par le régime syrien
Contrôlé par l'État islamique
Contrôlé par les YPG
Contrôlé par le MFS

Le 30 mai 2015, l'État islamique avait déjà lancé une première offensive sur la ville de Hassaké, mais la tentative s'était soldé par un échec. Le 7 juin, les djihadistes avaient été repoussés à deux kilomètres de la ville,. 
L'État islamique repart à l'assaut le soir du 24 juin. Les djihadistes attaquent au sud de la ville, sur les positions du régime syrien. Le contrôle de la cité, capitale du gouvernorat de Hassaké, est alors partagé entre les forces loyalistes syriennes au sud et les Kurdes des YPG et les chrétiens du Conseil militaire syriaque (MFS) au nord et à l'ouest.
Une première attaque a lieu le soir du 23 juin, trois djihadistes s'infiltrent dans la ville et mènent une attaque-suicide contre une caserne militaire au centre-ville, une deuxième attaque est commise par un kamikaze contre un barrage près d'un hôpital pour enfants, et une troisième vise une position des Assayech, les forces de sécurité kurdes. Selon l'Observatoire syrien des droits de l'homme (OSDH), ces attentats ont fait 10 morts et 16 blessés du côté des loyalistes, mais aucun bilan n'est disponible pour les Assayech.

## Déroulement

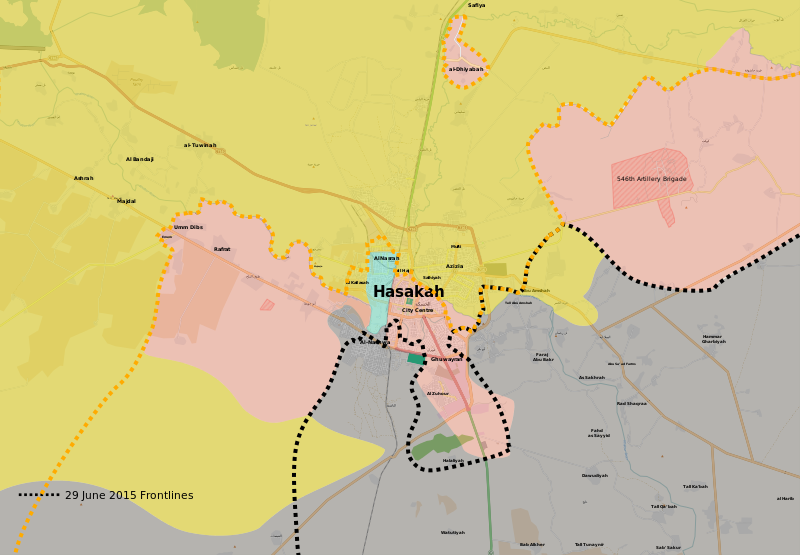
Situation à Hassaké le 9 juillet 2015 :
Contrôlé par le régime syrien
Contrôlé par l'État islamique
Contrôlé par les YPG
Contrôlé par le MFS

Le soir du 24 juin, après un nouvel attentat-suicide contre une position tenue par des miliciens, l'État islamique lance l'assaut sur Hassaké. Les djihadistes enfoncent les lignes de l'armée syrienne et prennent le contrôle, le lendemain matin, de deux quartiers du sud de la ville, celui de Charia et celui de Nachwa Gharbiyé. Les pertes sont alors d'au moins 30 tués pour l'armée syrienne et 20 morts du côté des djihadistes,,.
Le 26, les djihadistes s'emparent de la prison et libèrent les détenus tandis que l'aviation syrienne mène plusieurs frappes aériennes. Au moins 20 soldats sont également tués par deux kamikazes. Le 28, au moins neuf djihadistes sont tués dans les combats et douze soldats syriens meurent dans l'explosion de trois véhicules kamikazes. Le 29, l'armée syrienne reprend quelques positions dans le quartier d'al-Nachwa, au sud,.
L'armée syrienne envoie alors en renfort au moins 400 gardes républicains commandés par les major-généraux Issam Zahreddine et Mohammed Kaddour,.
De leur côté, les Kurdes des YPG, refusent, comme lors de la première attaque, d'apporter un soutien à l'armée syrienne. Ils ne prennent part aux combats que lorsque les quartiers tenus par leurs forces sont assaillis par l'EI.
Les 28 et 29 juin, l'État islamique utilise un gaz toxique contre des positions kurdes près de la ville, selon les déclarations, le 17 juillet, des YPG et de l'OSDH. D'après un responsable du Conflict Armament Research (en) et l'OSDH il pourrait s'agir de chlorine. Le commandement des YPG affirme avoir découvert des masques à gaz sur des combattants de l'EI et mais précise que les membres des YPG ont été rapidement hospitalisés et qu'aucun d'entre eux n'a succombé aux gaz. Selon l'OSDH, l'attaque a eu lieu au village de Rajm al-Tfihi, à 10 km au sud de Tal Brak et à 30 km à l'est de Hassaké et a fait 12 blessés dans les rangs des Kurdes,,.
Selon l'OSDH, au moins 5 soldats loyalistes et 18 djihadistes sont tués dans les combats du 4 juillet. Le 5, un ou deux attentats-suicides au véhicule piégé vise une centrale électrique (ar), plus de 11 soldats loyalistes sont tués. Le 10 juillet, l'EI attaque avec cinq véhicules kamikazes, dont quatre contre les positions kurdes au sud-est et une contre celles du régime au sud,. À la mi-juillet après une dizaine de jours de combats, les djihadistes contrôlent l'entrée sud de la ville, la cité sportive, le quartier Al-Zouhour et une partie du quartier Ghwayran (ar).

Situation à Hassaké à la fin de la bataille :
Contrôlé par le régime syrien
Contrôlé par l'État islamique
Contrôlé par les YPG
Contrôlé par le MFS

Le 11 juillet, Maher Meshaal (en), célèbre interprète d'anachid de l'EI, est tué dans une frappe aérienne de l'aviation syrienne ou de la coalition au sud de Hassaké,,,. Sa mort est confirmée le lendemain par l'EI. 
Le 13 juillet selon l'OSDH, deux chefs de l'EI dans le gouvernorat de Hassaké sont tués par une frappe aérienne. Il s'agit de Abou Oussama al-Iraki, gouverneur de la province pour l'EI, et de Amer al-Rafdan. L'OSDH affirme cependant ignorer si le bombardement a été effectué par l'aviation syrienne ou par la coalition. Le 14 juillet, selon l'OSDH, l'État islamique envoie une centaine d'hommes en renfort à Hassaké.
Le 16 cependant, les Kurdes des YPG et la milice arabe de l'Armée Al-Sanadid progressent au sud-ouest et au sud-est de la ville et tentent de prendre les djihadistes  à revers. Des affrontements ont lieu près de la prison et de la compagnie d'électricité,,,.
Au 20 juillet, les loyalistes affirment avoir repris presque tous le quartier de Ghwayran, au sud. Les forces djihadistes dans les quartiers sud-est se retrouvent quant à elles presque totalement encerclés selon les YPG et l'OSDH
,,. Le même jour, Rêdûr Xelîl, porte-parole des YPG, affirme que les forces kurdes contrôlent presque toute la ville et que « le régime s'est effondré » et ne tient plus que « quelques positions ». Ces déclarations sont contredites par le camp loyaliste qui affirme avoir avancé au sud-est de la ville.
Le 25, selon l'OSDH, le quartier de Nachwa Gharbiyé est entièrement conquis par les YPG qui se sont emparés de certaines parties de la ville qui étaient aux mains des forces du régime avant le début de la bataille. L'État islamique ne tient alors plus que quatre petits quartiers au sud. Selon l'OSDH, les YPG contrôlent alors 70 % de la ville, les loyalistes 20 % et les djihadistes 10%. Le 26, l'armée syrienne reprend la zone de Sakan al-Chababi et coupe les voies de ravitaillement entre deux positions de l'EI, qui ne tient plus que des zones du quartier d'al-Zohour, à l'extrême sud de la ville. Le 28, al-Zohour est repris à son tour par les loyalistes, les forces de l'État islamique sont chassées de la ville. Le 1er août, les YPG affirment avoir repoussé les djihadistes à quatre kilomètres au sud de la ville.

## Pertes
Selon l'OSDH, au moins 70 djihadistes, dont 17 kamikazes et 15 enfants-soldats de moins de 16 ans, ont été tués à Hassaké du 25 juin au 14 juillet. L'armée syrienne déplore quant à elle au moins 100 morts et 100 blessés,,,,. 
Le 28 juillet, l'OSDH affirme que la bataille a fait 287 morts dans les rangs des djihadistes, que ce soit dans les combats livrés contre l'armée du régime et les YPG ou dans les frappes menées par les forces aériennes de la coalition dans les environs de la ville ; 26 enfants-soldats de l'État islamique figurent également parmi les morts et au moins 21 kamikazes ont mené des attaques avec des véhicules piégés. Les loyalistes déplorent quant à eux au moins 120 tués et les Kurdes plusieurs dizaines,,
D'après l'OSDH, une attaque de l'EI au sud de Hassaké fait cinq morts et huit blessés du côté de l'armée syrienne le 29 juillet. Puis 25 djihadistes sont encore tués par les YPG dans des combats au sud de la ville, les 30 au 31 juillet. 
Le 2 août, le commandement des YPG affirme déplorer 21 tués pour ses forces et porte à 386 le nombre des djihadistes tués en 36 jours de combats. 
Selon l'ONU, 120 000 habitants sur 300 000 ont quitté la ville pendant les combats. La plupart se sont enfuis vers Qamichli. Cependant plusieurs habitants se sont également joint aux djihadistes pendant les combats,.

### Cartes des combats
- Cartes des combats réalisées par Agathocle de Syracuse.

### Vidéographie
- [vidéo] The Battle for Rojava, Vice news, 2015.
- [vidéo] Opération nocturne contre l'État Islamique : Bataille pour le Rojava (Partie 2), Vice news, 2015.
- [vidéo] Syrian Army Fights Back in Complicated Battle in Hasakah, VOA, 15 juillet 2015.